# Rancho Palos Verdes
Rancho Palos Verdes – miasto w Stanach Zjednoczonych, w stanie Kalifornia, w hrabstwie Los Angeles. W 2010 zamieszkiwało je 41 643 osób. Miasto leży na wysokości 67 metrów n.p.m. i zajmuje powierzchnię 34,875 km².
Prawa miejskie uzyskało 7 września 1973.